# 德薩克 (阿肯色州)
德薩克（英語：Des Arc，/ˈdɛz.ɑːrk/ DEZ-ark）是一個位於美國阿肯色州普雷里縣的城市。根據2020年美國人口普查，該地人口為1905人，而該地的面積約為5.46平方千米。該地與德瓦尔斯布拉夫同為普雷里縣的縣治。

## 地理
德薩克的座標為34°58′32″N 91°30′02″W / 34.97556°N 91.50056°W，而該地的平均海拔高度為61米（即200英尺）。